# 托尼那
托尼那（西班牙語：Toniná）是馬雅文明的城邦，坐落於墨西哥的恰帕斯州奧科辛戈東邊約13公里處。
909年完成馬雅文明最後一塊紀念碑，為托尼那第101號紀念碑，也象徵馬雅文明古典期的結束。

## 腳註
1. ↑  Martin & Grube 2000, p.177.

## 參看
- 馬雅文明
- 紀念碑

## 外部連結
- The DeLanges visit Tonina, with lots of photos